# 731

## Esdeveniments
- Beda completa la seva Història
- El papa Gregori III comença a regnar

## Naixements
- Damasc, (Àfrica): Abderramán o Abd al-Rahman I, Emir de Còrdova, (m. 788)

## Necrològiques
- Llívia: Uthman ibn Naissa, valí de Narbona.